# Лонге, Карл-Жан
Карл-Жан Лонге́ (фр. Karl-Jean Longuet, 10 ноября 1904 — 20 июля 1981) — французский скульптор и участник движения Сопротивления во время Второй мировой войны.
Сын Жана Лонге (правнук Карла Маркса) и брат Робера-Жана Лонге. Учился в Школе декоративных искусств и Школе изящных искусств. Женой Лонге была скульптор Симона Буасек. В апреле 1968 г. посетил Москву.